# بردلی بری
بردلی بری (انگلیسی: Bradley Barry؛ زادهٔ ۱۳ فوریهٔ ۱۹۹۵) بازیکن فوتبال اهل بریتانیا است.
از باشگاه‌هایی که در آن بازی کرده‌است می‌توان به باشگاه فوتبال برایتون اند هوو آلبیون و باشگاه فوتبال سوئیندون تاون اشاره کرد.